# Ptocadica tica
Ptocadica tica es una especie de insecto coleóptero de la familia Chrysomelidae. Fue descrita en 1999 por Duckett & Moya.